# عمرو القاضي
عمرو القاضي (9 ديسمبر 1974)، ممثل مصري

## عن حياته
ممثل مصري شاب ولد في 12 سبتمبر 1974م وتخرّج من كلية إدارة الفنادق عام1992م، ولكن ميول عمرو الفنية دفعته لتطوير موهبته في التمثيل من خلال الدراسة  بأكاديمية الفنون حتى حاز على  شهادة الإخراج والتمثيل من أكاديمية الفنون عام 2003، وكان أول ظهور لعمرو من خلال برنامج «يالا شباب» بمشاركة الفنان أحمد الفيشاوي، والإعلامي أحمد الشقيري وهو برنامج يناقش الحياة الاجتماعية للشباب خلال 2002 وهو ما خلق ردود فعل إيجابية عن عمرو في المجتمع المصري والعربي.
وبعدها أتجه عمرو للسينما من خلال أول أنطلاقه سينمائية بمشاركته بطولة فيلم «الحاسة السابعة» مع الفنان أحمد الفيشاوي في عام 2005، وقدم عمرو أكثر من 35 عمل متنوع بين الدراما والسينما، ففي الدراما قدم عدد من الأدوار المختلفة بين مسلسل الملك فاروق، والدالي، وشارع عبد العزيز، نابليون والمحروسة، وتحت السيطرة، بينما تأتي أدواره في السينما لتعكس أختياراته التي تتعلق بأذهان الجمهور وبقضايا اجتماعية ووطنيه تمس قطاع عريض من الجمهور من خلال فيلم البر التاني، وأشتباك، ناصر 56، والريس عمرو حرب، وأخر ورقة.

## من أعماله الدرامية والسينمائية

### المسلسلات
- تحت السيطرة
- شارع عبد العزيز 2
- أم الصابرين
- نابليون والمحروسة
- البلطجى
- الحسن والحسين
- الدالي ج 3

### السينما
- اشتباك
- البر التاني
- عايشين اللحظة
- الريس عمر حرب
- حوش اللى وقع منك
- آخر ورقة
- الحاسة السابعة
- صندوق الدنيا

### سهرات تلفزيونية
- تيجي تصيده
- صفقة مضمونة

## روابط خارجية
- عمرو القاضي على موقع IMDb (الإنجليزية)
- عمرو القاضي على موقع الدهليز
- عمرو القاضي على موقع قاعدة بيانات الأفلام العربية